# 7.º distrito congresional de Washington
El 7.º distrito congresional es un distrito congresional que elige a un Representante para la Cámara de Representantes de los Estados Unidos por el estado de Washington.  Según la Oficina del Censo, en 2011 el distrito tenía una población de 698 261 habitantes. Actualmente el distrito está representado por el Demócrata Jim McDermott.

## Geografía
El 7.º distrito congresional se encuentra ubicado en las coordenadas 47°34′42″N 122°23′29″O / 47.57833, -122.39139.

## Demografía
Según la Oficina del Censo de los Estados Unidos, en 2011 había 698 261 personas residiendo en el 7.º distrito congresional. De los 698 261 habitantes, el distrito estaba compuesto por 508 588 (72.8%) blancos; de esos, 481 276 (68.9%) eran blancos no latinos o hispanos. Además 57 542 (8.2%) eran afroamericanos o negros, 6 053 (0.9%) eran nativos de Alaska o amerindios, 101 569 (14.5%) eran asiáticos, 4 156 (0.6%) eran nativos de Hawái o isleños del Pacífico, 16 137 (2.3%) eran de otras razas y 31 528 (4.5%) pertenecían a dos o más razas. Del total de la población 53 469 (7.7%) eran hispanos o latinos de cualquier raza; 36 927 (5.3%) eran de ascendencia mexicana, 2 349 (0.3%) puertorriqueña y 1 218 (0.2%) cubana. Además del inglés, había 38 669 (5.9%) personas de más cinco años que solamente hablaba el español en casa.
El número total de hogares en el distrito era de 318 588, y el 46.3% eran familias en la cual el 19.7 tenían menores de 18 años de edad viviendo con ellos. De todas las familias viviendo en el distrito, solamente el 35.4% eran matrimonios. Del total de hogares en el distrito, el 6.8 eran parejas que no estaban casadas, mientras que el 1.8% eran parejas del mismo sexo. El promedio de personas por hogar era de 2.11. 
En 2011 los ingresos medios por hogar en el distrito congresional eran de US$60 096, y los ingresos medios por familia eran de US$109 547. Los hogares que no formaban una familia tenían unos ingresos de US$167 855. El salario promedio de tiempo completo para los hombres era de US$60 161 frente a los US$47 355 para las mujeres. La renta per cápita para el distrito era de US$37 817. Alrededor del 8.6% de la población estaban por debajo del umbral de pobreza.